# آنوبیاس پینارتی
آنوبیاس پینارتی (Anubias pynaertii) گونه‌ای متعلق به سرده آنوبیاس و خانواده گل‌شیپوریان است. اولین بار در سال ۱۹۱۰ توسط Émile Auguste Joseph De Wildeman  بر اساس مطالب جمع آوری شده در زئیر توسط لئون آگوست ادوارد جوزف پینارت ( Léon Auguste Edouard Joseph Pynaert ) که به نام وی نامگذاری شد، به صورت علمی توصیف شد. 

## توزیع
این گیاه بومی آفریقا و کشورهای گابن، جمهوری کنگو و زئیر وجود دارد. 

## توضیحات
آنوبیاس پینارتی دارای برگهای تیغه های و نیزه ای شکل است که می تواند تا ۲۹ سانتی متر طول و ۱۴ سانتیمتر عرض داشته باشد. ساقه های برگ معمولا بلندتر از تیغه است. برگها روی یک ریزوم خزنده و ریشه دار قرار می گیرند که بین ۰٫۵ تا ۱٫۵ سانتیمتر ضخامت دارند.  برگک ۲ الی ۳٫۵ سانتی متر عرض و دمگل ۷ تا ۲۷ سانتیمتر طول دارد. قسمت فوقانی با گلهای نر پوشیده شده است که ۴ تا ۶ پرچم آن به صورت سینادریا در هم آمیخته شده است. قسمت پایین اسپادیکس پوشیده از گلهای ماده است که به تخمدان و کلاله ختم میشود. 

## اکولوژی
این گیاه در مکان های مرطوب و سایه دار رشد می کند و در طول سال گل و میوه می دهد. 

## References
1. ↑  De Wildeman, E. (1910). "Etudes sur la Flore du Bas- et du Moyen Congo". Annales du Musée du Congo (به فرانسوی و Latin). V (III).{{cite journal}}:  نگهداری یادکرد:زبان ناشناخته (link)
2. 1 2  Crusio, W. (1979). "A revision of Anubias Schott (Araceae). (Primitiae Africanae XII)". Mededelingen Landbouwhogeschool Wageningen. 79 (14): 1–48. Retrieved 2014-11-07.
3. ↑  Crusio WE (1987). "Die Gattung Anubias SCHOTT (Araceae)". Aqua Planta (به آلمانی). Sonderheft (1): 1–44.